# Ostdeutsche Psychotherapeutenkammer
Die Ostdeutsche Psychotherapeutenkammer (OPK) ist die gemeinsame Psychotherapeutenkammer für die Bundesländer Brandenburg, Mecklenburg-Vorpommern, Sachsen, Sachsen-Anhalt und Thüringen. Die Kammer ist als Körperschaft des öffentlichen Rechts die berufsständische Vertretung von über 6000 Psychologischen Psychotherapeuten (PP) und Kinder- und Jugendlichenpsychotherapeuten (KJP). Gemeinsam mit elf anderen Landeskammern ist die Ostdeutsche Psychotherapeutenkammer in der Bundespsychotherapeutenkammer (BPtK) organisiert.

## Organisation
Die Ostdeutsche Psychotherapeutenkammer ist die einzige länderübergreifende Psychotherapeutenkammer, ermöglicht durch einen Staatsvertrag der beteiligten Bundesländer. Die rechtliche Grundlage ist das Sächsische Heilberufekammergesetz, mit Aufsicht durch das Sächsische Staatsministerium für Soziales und Gesellschaftlichen Zusammenhalt. Die Kammer unterteilt sich in Kammerversammlung, Vorstand, Geschäftsstelle und Gremien. Die Kammerversammlung entscheidet in halbjährlichen Sitzungen über Haushalt, Projekte und Aktivitäten. Der Vorstand setzt die Beschlüsse um, während das Präsidium die Kammer nach außen vertritt und die laufenden Geschäfte führt. Die Geschäftsstelle setzt sich aus der Geschäftsführung und 18 Mitarbeitern zusammen und befindet sich in Leipzig. Die Gremien bestehen aus verschiedenen Ausschüssen und Arbeitsgruppen, die spezielle Themen bearbeiten und Entwürfe für Vorstand und Kammerversammlung erstellen.

## Aufgaben
Die OPK übernimmt gemäß dem Sächsischen Heilberufekammergesetz verschiedene Aufgaben. Dazu zählt die Berufsaufsicht über Psychologische Psychotherapeuten und Kinder- und Jugendlichenpsychotherapeuten als Beitrag zum öffentlichen Gesundheitsschutz. Ein weiterer Schwerpunkt liegt in der Qualitätssicherung durch Fort- und Weiterbildung.
Die Arbeit der Kammer deckt dabei folgende Bereiche ab:
- Beratung von Politik und Öffentlichkeit in Fragen der Psychotherapie und Gesundheitsversorgung.
- Kooperation mit anderen Heilberufen und ihren Vertretungen, um eine umfassende Versorgung zu gewährleisten.
- Unterstützung bei der Schlichtung zwischen Kammerangehörigen und Patienten.
- Sicherung der Qualität der Berufsausübung durch Zertifizierung von Fort- und Weiterbildungsmaßnahmen.
- Bereitstellung von Unterstützung und Information für Kammermitglieder zu berufsrechtlichen und gesundheitspolitischen Themen.
- Vermittlung von Sachverständigen für spezielle psychotherapeutische Aufgaben.
- Beobachtung internationaler Entwicklungen in der Psychotherapie und Einsatz für den grenzübergreifenden Austausch innerhalb des Berufsstandes.